# مسجد قوناق
مسجد قوناق ويعرف أيضًا مسجد يالي (بالإنجليزية: Konak Mosque) هو مسجد تاريخي يقع في مدينة إزمير في تركيا.

## الوصف
يقع المسجد في ساحة قوناق في قلب المدينة بجوار قصر الحاكم وبرج الساعة في إزمير، رغم صغر حجم المسجد نسبيًا، إلا أنه يعتبر أحد معالم المدينة لشكله المثمّن المميز وأعمال البلاط المتقنة.

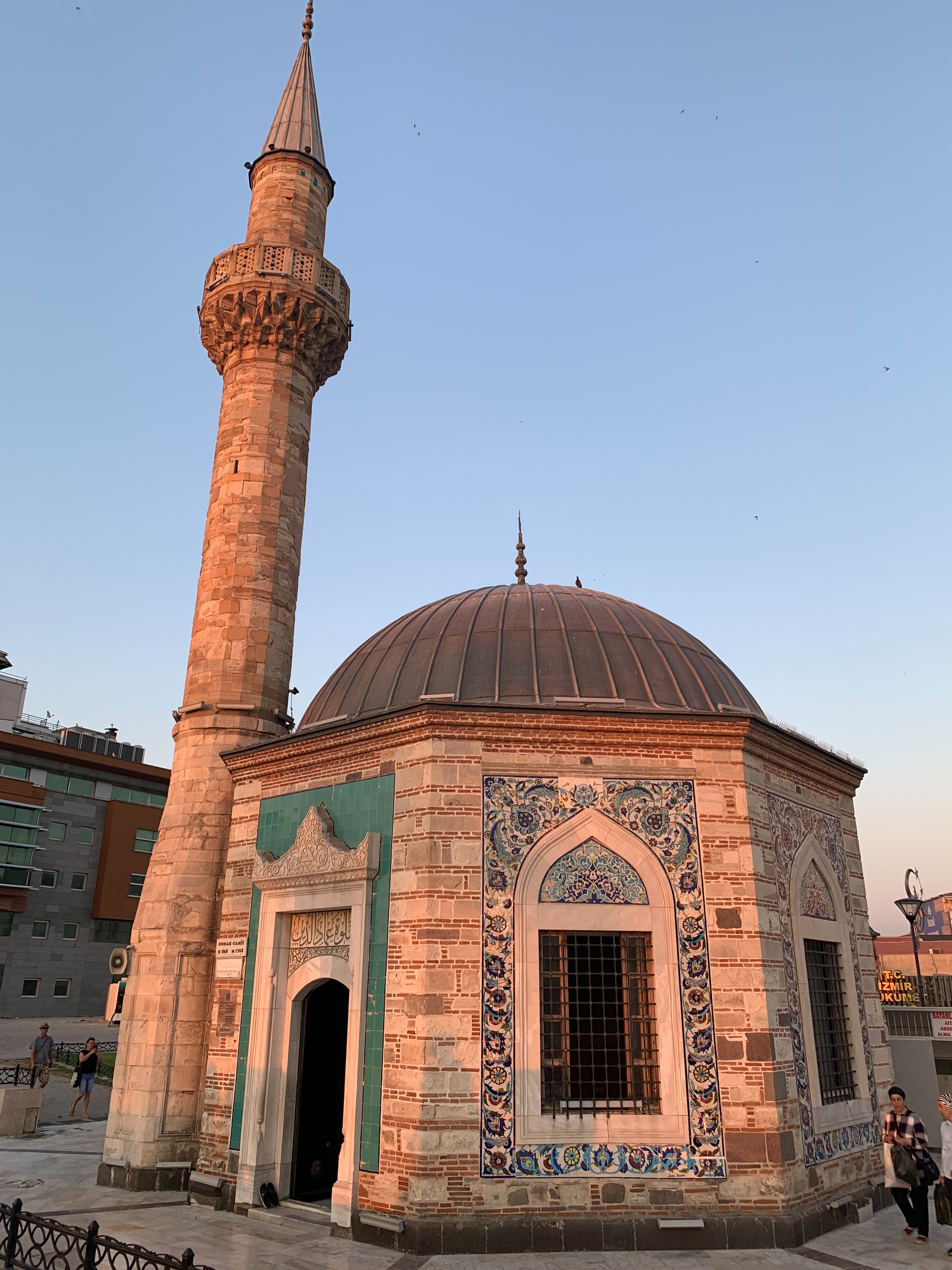
مسجد قوناق

شيد المسجد عام 1755 في العهد العثماني تحت رعاية عائشة هانم، زوجة كاتب زاده محمد باشا الذي كان يحكم إزمير في ذلك الوقت.
البلاط الخارجي للمسجد جلب من كوتاهيا بمنطقة إيجة وله قبة واحدة ومئذنة واحدة، ومدخل واحد فقط.
إضاءة المسجد من الداخل تتم بواسطة ثريا.